# Göran Borg
Lars Göran Borg, född 19 november 1913 i Kumla, Närke, död 6 januari 1997 i Bromma, Stockholm, var en svensk matematiker, och professor och rektor vid Kungliga Tekniska högskolan (KTH) i Stockholm. Han var far till audiologen Erik Borg.
Borgs forskningsområde var differentialekvationsteori. Som student till Arne Beurling disputerade han 1945 i matematik vid Uppsala universitet på avhandlingen Eine Umkehrung der Sturm-Liouvilleschen Eigenwertaufgabe: Bestimmung der Differentialgleichung durch die Eigenwerte ("En omvändning av Sturm-Liouvilles egenvärdesproblem: bestämning av differentialekvationen genom egenvärdena"). I samband med disputationen blev han docent, och var fortsatt verksam i Uppsala innan han 1953 blev professor i matematik vid KTH, vilket han förblev till 1976. Han efterträdde Åke Pleijel på professuren.
Borg var dekanus för Kungliga Tekniska högskolans sektion för teknisk fysik 1958–1963 och prefekt för matematiska institutionen 1967–1968. Han blev ledamot av Ingenjörsvetenskapsakademien 1962.
Åren 1968–1974 var han rektor för Kungliga Tekniska högskolan.

## Utmärkelser
- Kommendör av Nordstjärneorden, 6 juni 1972.[7]